# Кастричник
Кастри́чник (бел. Кастрычнік) — упразднённая деревня, входившая в состав Головчинского сельсовета Белыничского района Могилёвской области Белоруссии. Деревня была упразднена в начале 2017 года.

## Географическое положение
Ближайшие населённые пункты: Ленинский, Отрядное, Красный Пахарь.